# DokuWiki
DokuWiki is wikisoftware gericht op kleine bedrijven voor hun documentatie. Het is vrijgegeven onder de GPL en geschreven in de programmeertaal PHP. DokuWiki werkt met tekstbestanden, dus heeft het geen database nodig. De syntaxis is vergelijkbaar met die van MediaWiki, die ervoor zorgt dat de bestanden buiten DokuWiki leesbaar blijven.

## Geschiedenis
DokuWiki werd gecreëerd door Andreas Gohr in juni 2004. De eerste officiële versie is gepubliceerd op Freecode in juli 2004. Daarna werd er een grote stap genomen: de parser en de renderer werden herschreven. Dat nieuwe ontwerp was een hele verbetering en maakte DokuWiki geschikt voor grotere projecten. Men kon sindsdien ook zelf plug-ins schrijven.
In juli 2005 werd DokuWiki geïntroduceerd in de Linuxdistributies Debian en Gentoo Linux. DokuWiki is een van de meest gebruikte wikisoftwareprogramma's.

## Kenmerken[6]
VersiebeheersysteemDokuWiki houdt alle versies van een pagina bij, waardoor een gebruiker kan zien wat er veranderd is als iemand anders een pagina verandert. Het systeem dat gebruikt wordt, wordt ook gebruikt door MediaWiki. Het veranderen van pagina's terwijl iemand anders ook bezig is, wordt verhinderd door een sluitsysteem.
AutorisatieAutorisatie kan geregeld worden door een beheerder.
Plug-insDokuWiki heeft een plug-in-interface die het programma vergemakkelijkt. Er zijn ondertussen al meer dan 450 plug-ins.
TemplatesDe lay-out van DokuWiki wordt gemaakt door een template.
InternationalisatieDokuWiki ondersteunt Unicode (UTF-8), dus kunnen talen zoals Chinees en Hebreeuws worden gebruikt. DokuWiki ondersteunt inmiddels meer dan 40 talen.
CachingDokuWiki bewaart de pagina's die al zijn bekeken, om de laadtijd van een pagina te verminderen.